# Грузини в Україні
Грузини в Україні  — грузинська етнічна меншина, яка проживає на території України. Загальна чисельність діаспори (згідно з даними перепису) становить 34 199 осіб, більшість яких проживає у Донецькій (7 197 особи), Харківський (4 408 осіб), Запорізькій (3 899 осіб), Дніпропетровській (2 834 особи) та Одеській (2 834 особи) областях. 

## Історія
Відомо, що дружні відносини між Грузією та Київською Руссю існували ще у період правління Володимира Мономаха. Грузинський цар Давид, на запрошення київського князя, відвідував Київську Русь. Київський князь Ізяслав одружився[джерело?] з Русудан, дочкою грузинського царя Деметрія I, а цариця Тамара була одружена з колишнім новгородським князем Юрієм (Георгієм) Андрійовичем.
Рятуючись від турецького переслідування грузини почали переселятись на територію України ще у XVIII столітті. На поселення прямували часто і князі, і дворяни. З грузинських мігрантів була сформована спочатку рота, а потім полк. У 1738 році тим, хто служив у грузинському полку, на вічне спадкове володіння було надано землі в «пристінних місцях» (князь отримував 30, а дворянин — десять дворів). Поселення відбувалось на землях Полтавського, Миргородського, Лубенського і Прилуцького полків — всього на Полтавщині царський уряд поселив 5 тисяч грузинів. Типові військові поселення на півдні України утворили і грузини-переселенці.
Значна частина грузинів була переселена в Україну за участь у боротьбі Шаміля проти царських завойовників. Чимало грузинів, вірмен і греків скеровувалося у південні райони Російської імперії згідно з указом 1837 року.
Більшість грузинів переселилися на територію України через війну в Абхазії.

## Мова
У 2001 р. грузинську мову рідною назвали 12 539 (36,7 %) грузинів України, ще 2 253 (9,6 %) вільно нею володіють. Більше половини грузинів назвали рідною мовою російську.
| Рідна мова      | Кількість грузин | %     |
| --------------- | ---------------- | ----- |
| Російська мова  | 18 589           | 54,36 |
| Грузинська мова | 12 539           | 36,66 |
| Українська мова | 7 794            | 8,24  |
| Інша            | 158              | 0,46  |

## Громадська діяльність
Наразі на території України діє 4 грузинських національно-культурних товариства: у Львівській, Одеській областях та в Криму.

## Участь грузин у війні на сході України
За даними екс-начальника генштабу збройних сил Грузії Гігі Каландадзе, в Україні станом на початок 2015 року воювало близько сотні громадян Грузії. Деякі з них віддали життя, захищаючи Україну від російської збройної агресії на сході України. Серед них:
- Алєко Григолашвілі — доброволець батальйону «Айдар», загинув 18 грудня 2014 в районі міста Щастя під Луганськом поблизу села Старий Айдар.[4]
- Тамаз Сухіашвілі — лейтенант армії Грузії, військовослужбовець 93-ї окремої механізованої бригади, загинув 17 січня 2015 року, вийшовши зі своєю ротою на підмогу оточеним бійцям в Донецькому аеропорту.[5]
- Георгій Джанелідзе — боєць полку «Азов», загинув 18 квітня 2015 р., в бою під Широкиним Донецької області.[6]
- Коте Лашхія — грузинський офіцер, який захищав Маріуполь, помер 2 липня 2015 р. в результаті нещасного випадку.[7]

## Україно-грузинські відносини
Першоосновою українсько-грузинських двосторонніх зв'язків стало підписання Договіру про дружбу і співробітництво двох незалежних держав 5 грудня 1918 року. Дипломатичні відносини між двома незалежними державами були встановлені 21 липня 1992 року. Дипломатичне посольство України в Грузії почало діяти 5 квітня 1994 року, а Посольство Грузії в Україні — 19 серпня 1994 року.

## Персоналії
- Гурамішвілі Давид Георгійович (1705–1792) — грузинський поет.
- Цертелєв Микола Андрійович (1790–1869) — фольклорист, один із перших дослідників і видавців української народної поезії.
- Гангеблов Олександр Семенович (1801–1891) — декабрист, мемуарист, поручик лейб-гвардії Ізмайлівського полку.
- Гонгадзе Георгій Русланович (1969–2000) — український опозиційний журналіст, відомий своїми критичними антивладними виступами.
- Жванія Давид Важаєвич (1967-2022) — український проросійський політик, олігарх.
- Саакашвілі Міхеіл Ніколозович (1967) — грузинський та український політик, громадський діяч, юрист. Президент Грузії (2004-2013), Голова Одеської ОДА (2015-2016).
- Кіпіані Вахтанг Теймуразович (1971) — український журналіст, головний редактор сайту «Історична правда».

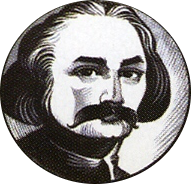
Гурамішвілі Давид Георгійович
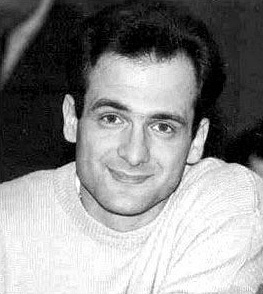
Гонгадзе Георгій Русланович
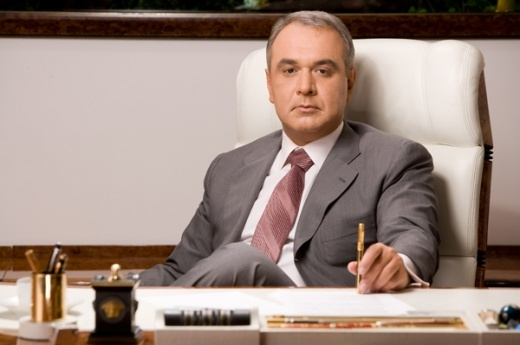
Жванія Давид Важаєвич
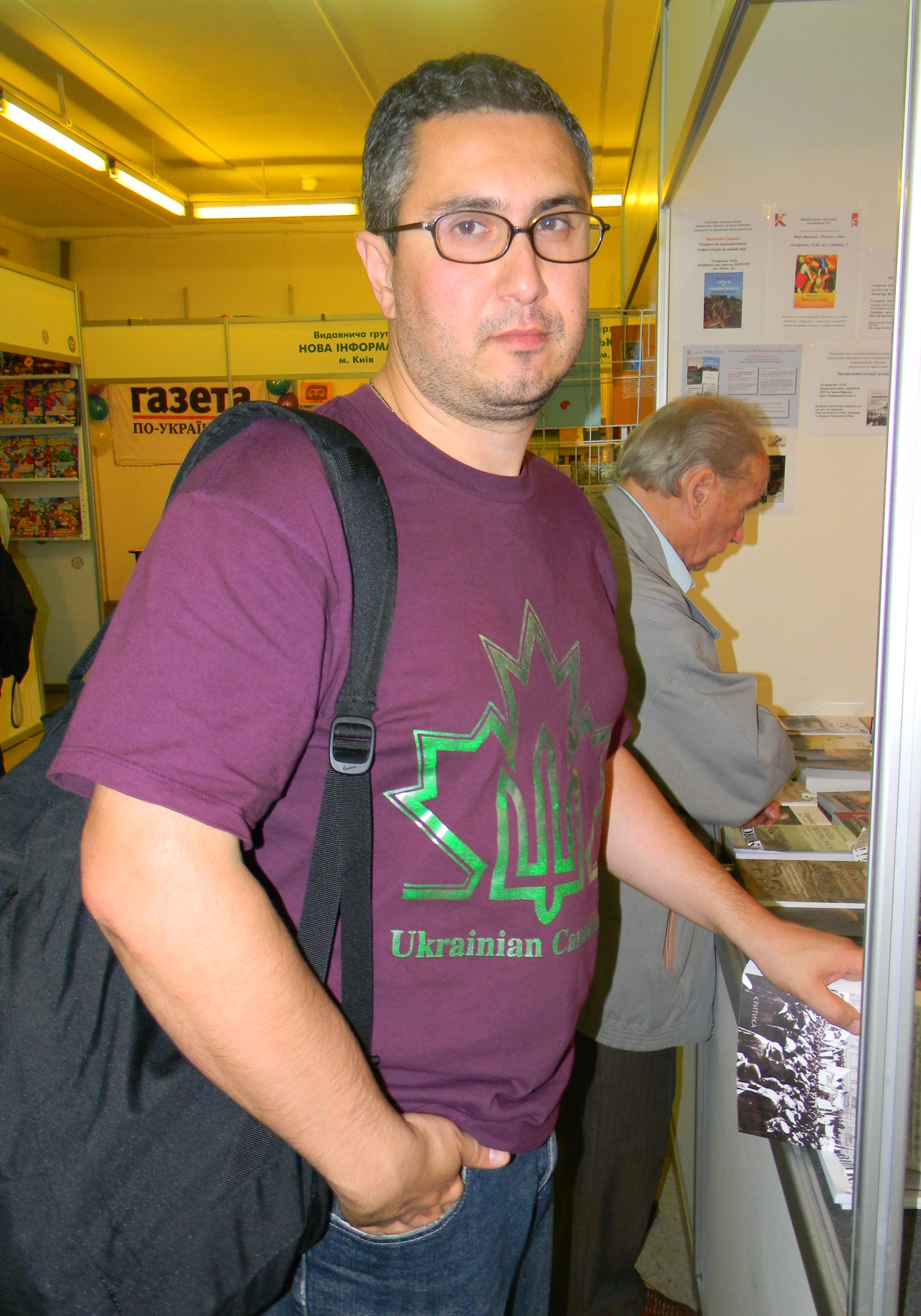
Кіпіані Вахтанг Теймуразович
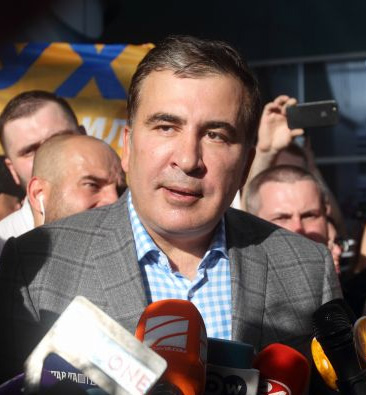
Саакашвілі Міхеіл Ніколозович